# 高城朝子
高城 朝子（たかぎ あさこ、- ）は日本のテレビプロデューサー。テレビマンユニオンドラマ部長。大阪府豊中市出身。

## 主なプロデュース作品
- 2008年　　　　　
  - NHK「たったひとりの反乱・食品偽装告発、“さきがけ”となった男」企画・プロデュース
    - ATP賞テレビグランプリ2008新人賞・情報バラエティ部門　優秀賞
- 2011年
  - DVD「みんな寝てる」企画・演出・プロデュース
- 2013年　
  - BS朝日ドキュメンタリー番組「藤田嗣治・秋田への夢旅～地を泳ぎ 天を歩く～」プロデュース
    - ギャラクシー賞　テレビ部門　奨励賞
- 2015年〜　　　　　　
  - NHKドキュメンタリー番組「アナザーストーリーズ 運命の分岐点」プロデュース
    - 第56回上期ギャラクシー賞　「We Are The World～奇跡の一夜 10時間の真実～」
- 2016年　　　　　　
  - NHKドラマ「ドラえもん、母になる〜大山のぶ代物語〜」プロデュース
- 2021年　　　　　　
  - NHK連続ドラマ「古見さんは、コミュ症です。」プロデュース
    - ATP賞テレビグランプリドラマ部門奨励賞
- 2022年
  - 茨城県発WEBドラマ「県北高校焚き火部の野望」
    - ギャラクシー賞CM部門 奨励賞
- 2023年　　　　　　
  - NHK連続ドラマ
    - 「仮想儀礼」プロデュース
    - 「おとなりに銀河」プロデュース
- 2024年　　　　　　
  - NHK連続ドラマ「母の待つ里」プロデュース
- 2025年　　　　　　
  - NHK連続ドラマ「ひとりでしにたい」プロデュース